# Iain Softley
Iain Softley (Londra, 30 novembre 1956) è un regista britannico.

## Biografia
Si è laureato al Queen College a Cambridge, dove ha iniziato a lavorare in alcune produzioni teatrali, in seguito ha lavorato nel campo dei documentari e videoclip musicali, tra i quali ha diretto How Could an Angel Break My Heart di Toni Braxton.
Debutta alla regia nel 1994 con il film Backbeat - Tutti hanno bisogno di amore, che racconta la storia vera del quinto Beatles,  Stuart Sutcliffe. In seguito dirige i film Hackers, Le ali dell'amore, K-PAX e The Skeleton Key.
Per il 2008 dirige l'adattamento cinematografico di Cuore d'inchiostro di Cornelia Funke.

## Filmografia
- Backbeat - Tutti hanno bisogno di amore (Backbeat) (1994)
- Hackers (1995)
- Le ali dell'amore (The Wings of the Dove) (1997)
- K-PAX - Da un altro mondo (K-PAX) (2001)
- The Skeleton Key (2005)
- Inkheart - La leggenda di cuore d'inchiostro (Inkheart) (2008)
- Trap for Cinderella (2013)
- Curve - Insidia mortale (Curve) (2015)